# Ernst Würthwein
Ernst Würthwein (1909, Tubinga - † 1996) fue un teólogo alemán.
Fue profesor del Antiguo Testamento en la Universidad de Marburg. Trabajó principalmente en cuestiones de la historia textual del Antiguo Testamento. Él es autor y coautor de varios libros.

## Vida
Würthwein nació en Tübingen y creció en Seckenheim, cerca de Mannheim. Estudió teología protestante en Heidelberg. En 1936 se doctoró con la tesis Der amm ha'arez im Alten Testament . En 1946 fue profesor privado en la Universidad de Tübingen y profesor adjunto desde 1948. En 1954 fue nombrado Director del Seminario de Antiguo Testamento de la Universidad de Marburg, y desde 1956 a 1957 Decano de la Facultad de Teología de la misma universidad. Desde 1958 a 1959, fue nobrado como rector de la universidad y vicerrector de 1959 a 1960. De 1963 a 1964 fue éforo en funciones del Instituto Becario de Hesse en Marburg. En 1977 fue nombrado profesor emérito.

## Obra

### Libros
- (1936). Der 'amm ha'arez im Alten Testament. Stuttgart: Kohlhammer.  
- (1963). Der Text des Alten Testaments. Stuttgart: Württemberg. Bibelanst. (trad. al inglés (2014). The Text of the Old Testament. An Introduction to the Biblia Hebraica. 3th ed. Grand Rapdis, MI: Eerdmans). 
- (1966). Der Text des Alten Testaments. Stuttgart: Württembergische Bibelanst. 
- (1970). Wort und Existenz. Göttingen: Vandenhoeck & Ruprecht. 
- (1974). Die Erzählung von der Thronfolge Davids, theologische oder politische Geschichtsschreibung? Zürich: Theologischer Verlag. 
- (1974). Der Text des alten Testaments. Stuttgart: Württembergische Bibelanstalt. 
- (1982). Verantwortung. Stuttgart: Kohlhammer. 
- (1985). Der Text des Alten Testaments. Stuttgart: Dt. Bibelges. 
- (1994). Studien zum Deuteronomistischen Geschichtswerk. Berlin/Boston: De Gruyter. (Reprint 2011). 